# Epirrhoe eustropha
Epirrhoe eustropha là một loài bướm đêm trong họ Geometridae.